# Sangala sacrata
Sangala sacrata är en fjärilsart som beskrevs av Felder 1862. Sangala sacrata ingår i släktet Sangala och familjen mätare. Inga underarter finns listade.